# Дельта Жемчужной реки

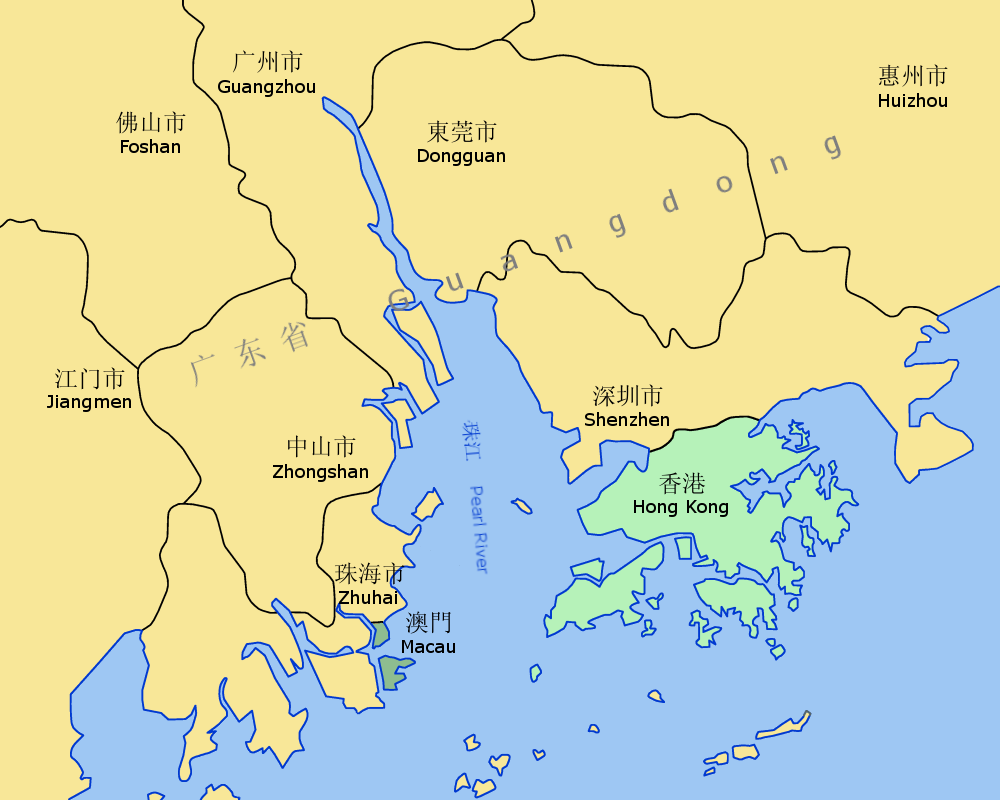
Дельта Жемчужной реки

Дельта Жемчужной реки (кит. 珠江三角洲, пиньинь Zhūjiāng Sānjiǎozhōu Chéngshìquān — Дельта Чжуцзян; англ. Pearl River Delta, порт. Delta do Rio das Pérolas) — низколежащие области вдоль эстуария реки Чжуцзян (Жемчужной реки) в месте её впадения в Южно-Китайское море. После того, как Коммунистическая партия Китая взяла курс на либерализацию экономики в конце 1970-х годов, район дельты Жемчужной реки стал одним из ведущих экономических и производственных центров в материковой части Китая. В планах китайского правительства объединить промышленные потенциалы Гуанчжоу с экономической мощью Гонконга для привлечения иностранных инвестиций в китайскую экономику. По данным 2017 года является одной из крупнейших агломераций Китая.

## Расположение и демография

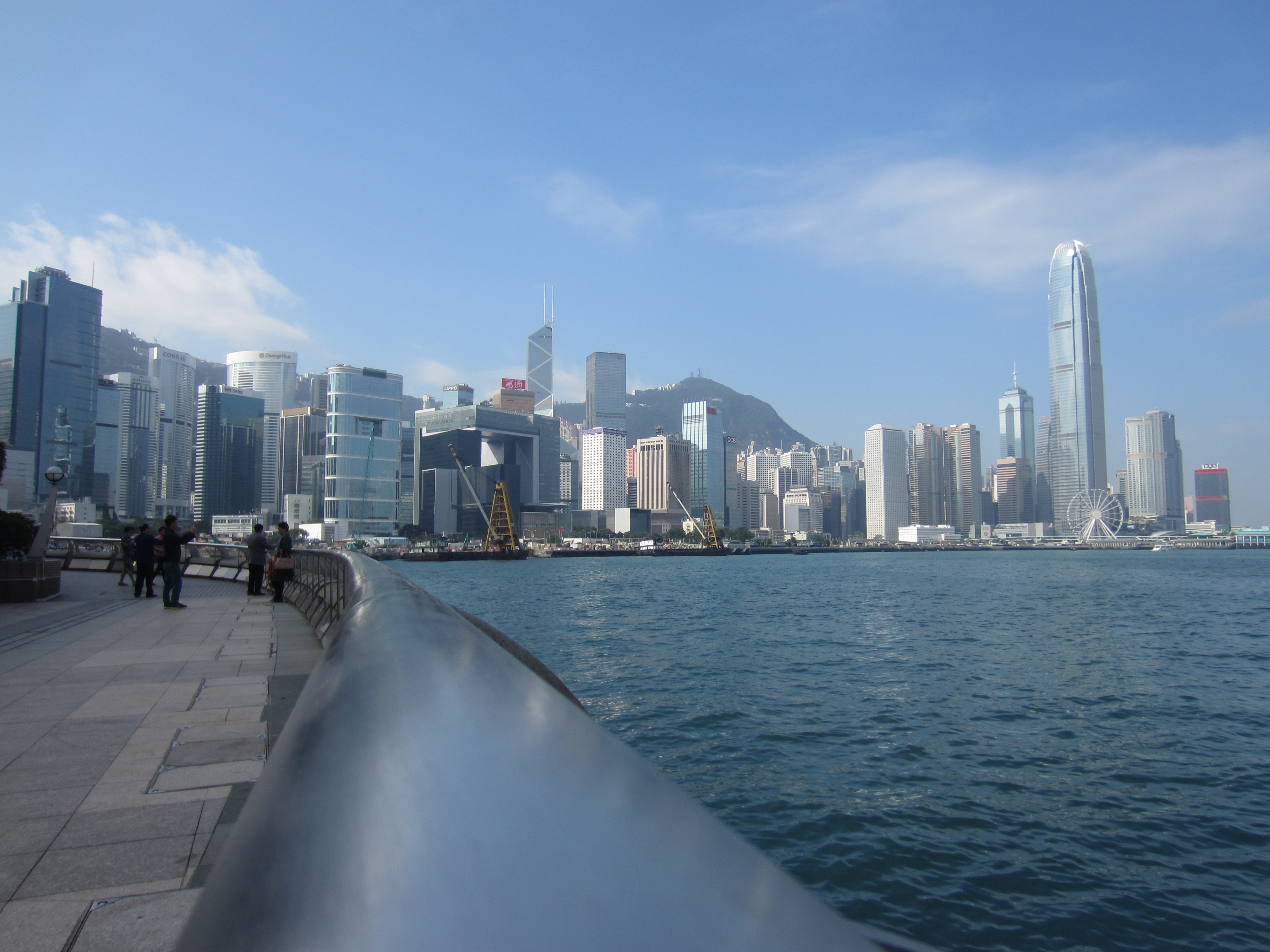
Гонконг

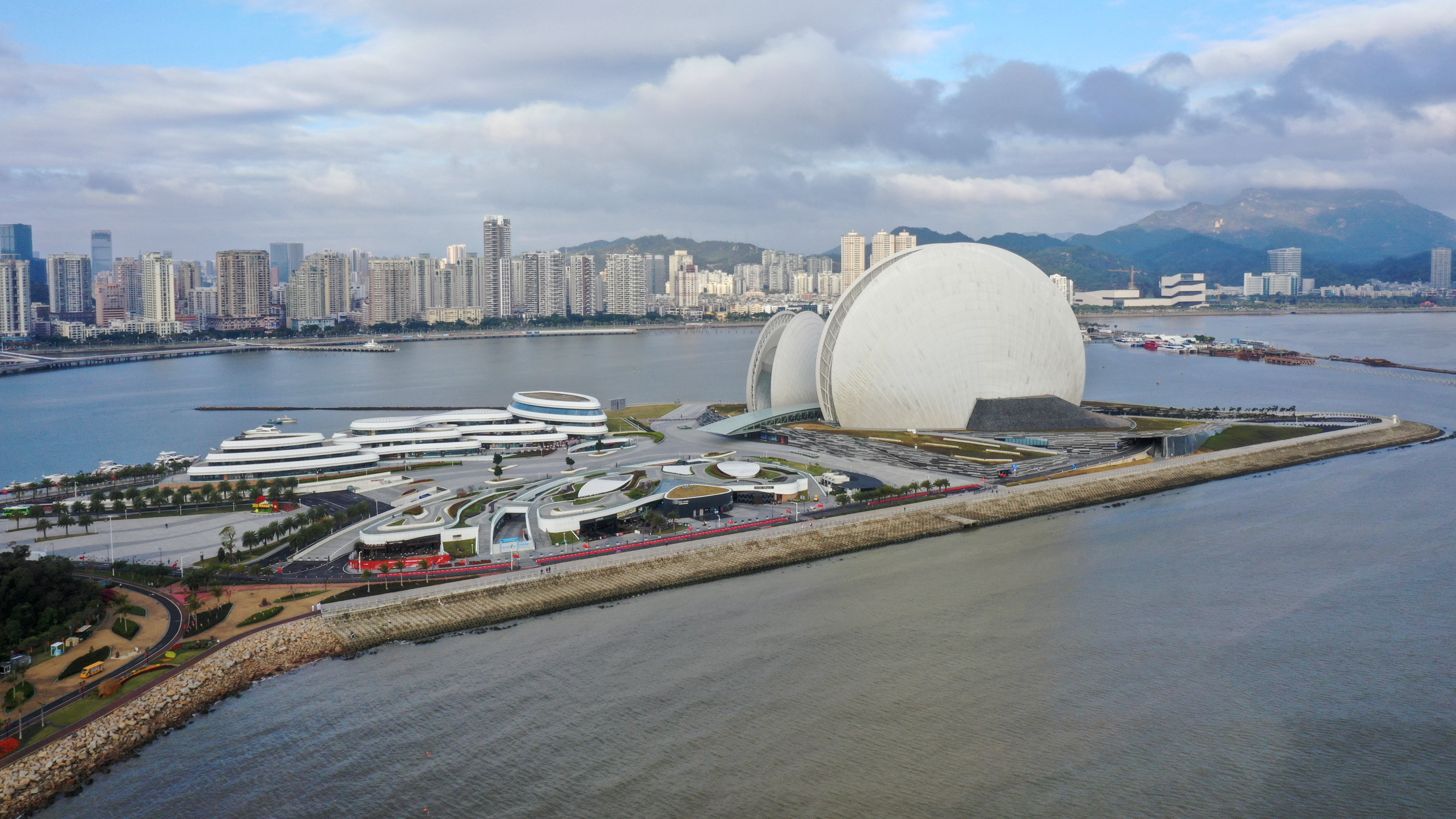
Чжухай

В район дельты Жемчужной реки входят девять префектур провинции Гуандун, в том числе города Гуанчжоу, Шэньчжэнь, Чжухай, Дунгуань, Чжуншань, Фошань, Хойчжоу, Цзянмынь и Чжаоцин, а также специальные административные районы Макао и Гонконг. Население региона по переписи 2000 года составляет 40,8 млн человек.
С точки зрения географии Макао и Гонконг не являются частью дельты Жемчужной реки, но с точки зрения экономики и культуры их относят именно к этому району.
| Город     | Площадь км² | Население 2008 |
| --------- | ----------- | -------------- |
| Гуанчжоу  | 7 434       | 10 045 800     |
| Шэньчжэнь | 1 953       | 8 615 500      |
| Гонконг   | 1 104       | 7 055 071      |
| Дунгуань  | 2 465       | 6 947 200      |
| Фошань    | 3 848       | 5 923 300      |
| Цзянмынь  | 9 541       | 4 126 400      |
| Чжуншань  | 1 800       | 2 510 000      |
| Чжухай    | 1 688       | 1 454 400      |
| Макао     | 21          | 552 000        |
| ВСЕГО     | 29 854      | 47 229 671     |

## Экономика региона

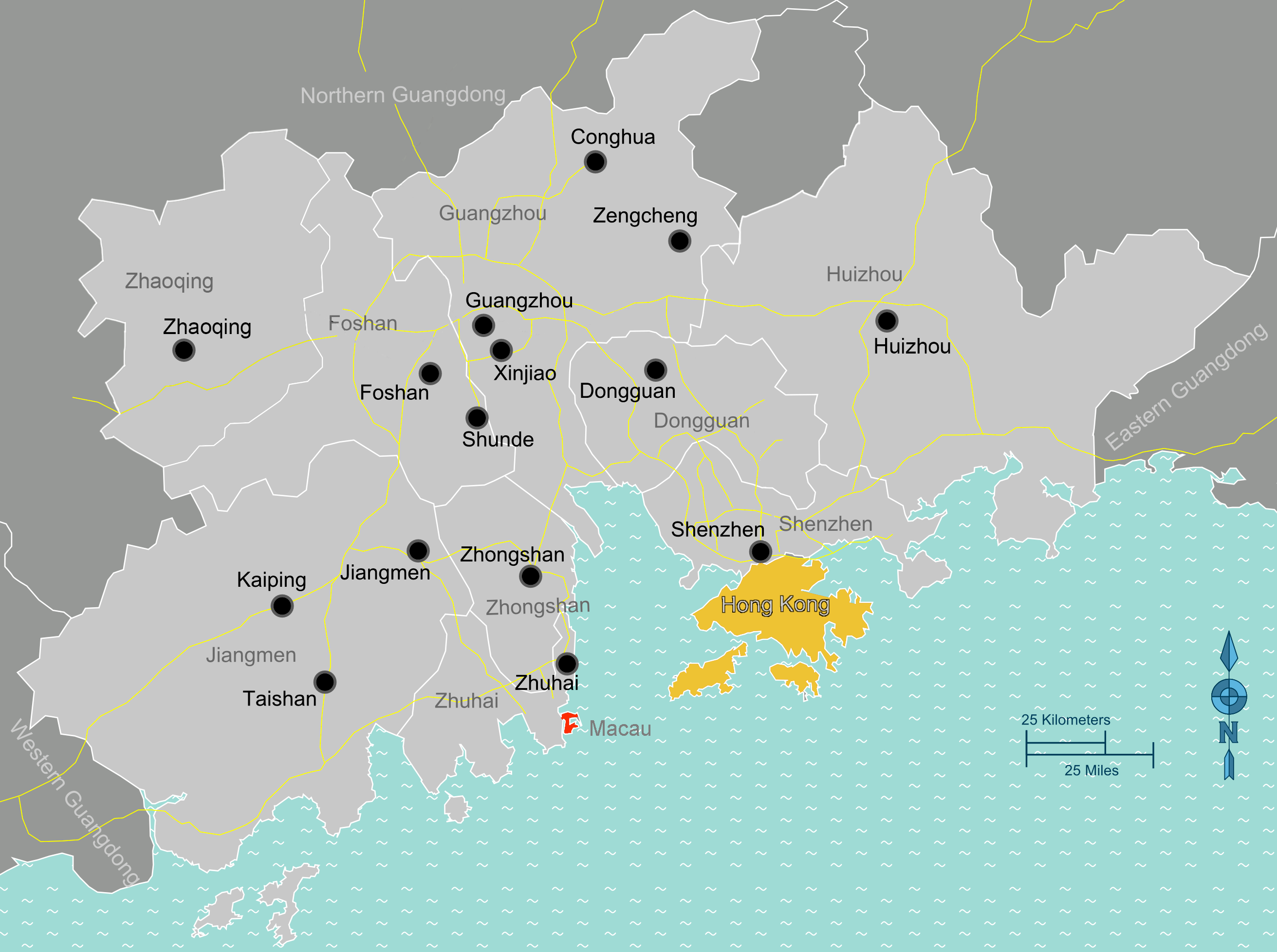
Guangdong-Hong Kong-Macao Greater Bay Area.

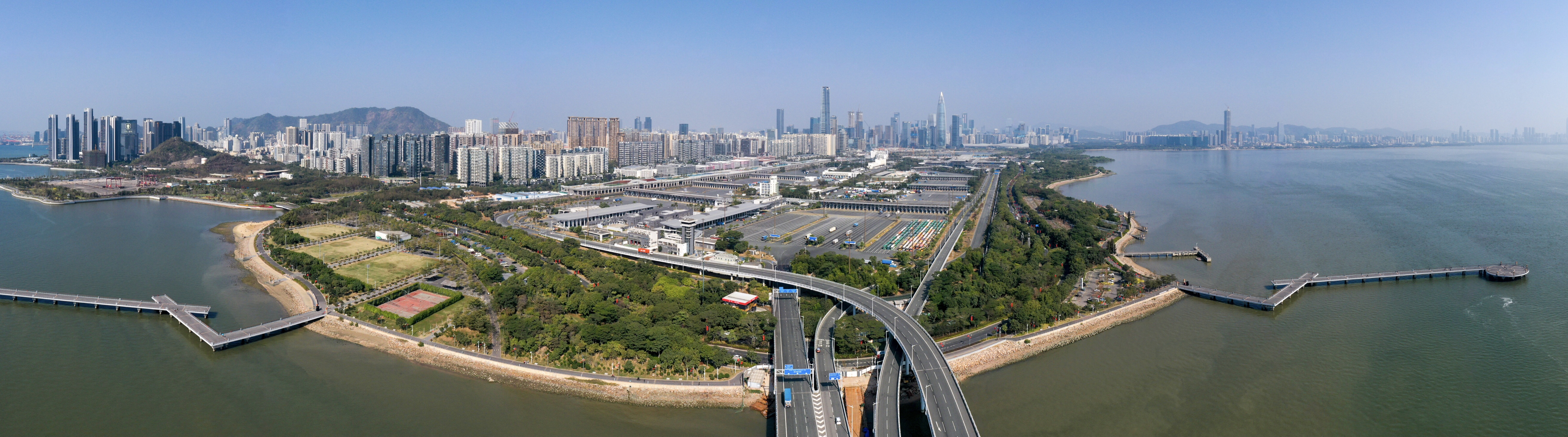
Шэньчжэнь — экономический лидер региона.

Дельта Жемчужной реки является самым динамично развивающимся регионом Китая с начала реформ в 1979 году. ВВП региона вырос с 8 млрд долларов США в 1980 году до более чем 89 млрд долларов в 2000. В этот период реальная скорость роста ВВП экономической зоны дельты составляла 16 %, в то время как национальный ВВП рос со скоростью чуть менее 10 %. Более 50 % иностранных инвестиций в Китай в 1991 году было сосредоточено в Гуандуне, и 40 % — в дельте Жемчужной реки.
Площадь суши экономической зоны дельты Жемчужной реки составляет всего 0,4 % площади Китая, а населения — 3,2 %, однако вклад региона в национальный ВВП доходит до 8,7 %.
Дельта Жемчужной реки является одним из крупнейших производителей электронного оборудования, игрушек, одежды и текстиля, продукции из пластика и других товаров. На экономическую зону дельты Жемчужной реки приходится примерно одна треть торгового оборота Китая — в районе дельты расположены заводы более 75 тыс. предприятий Гонконга.

## Экология

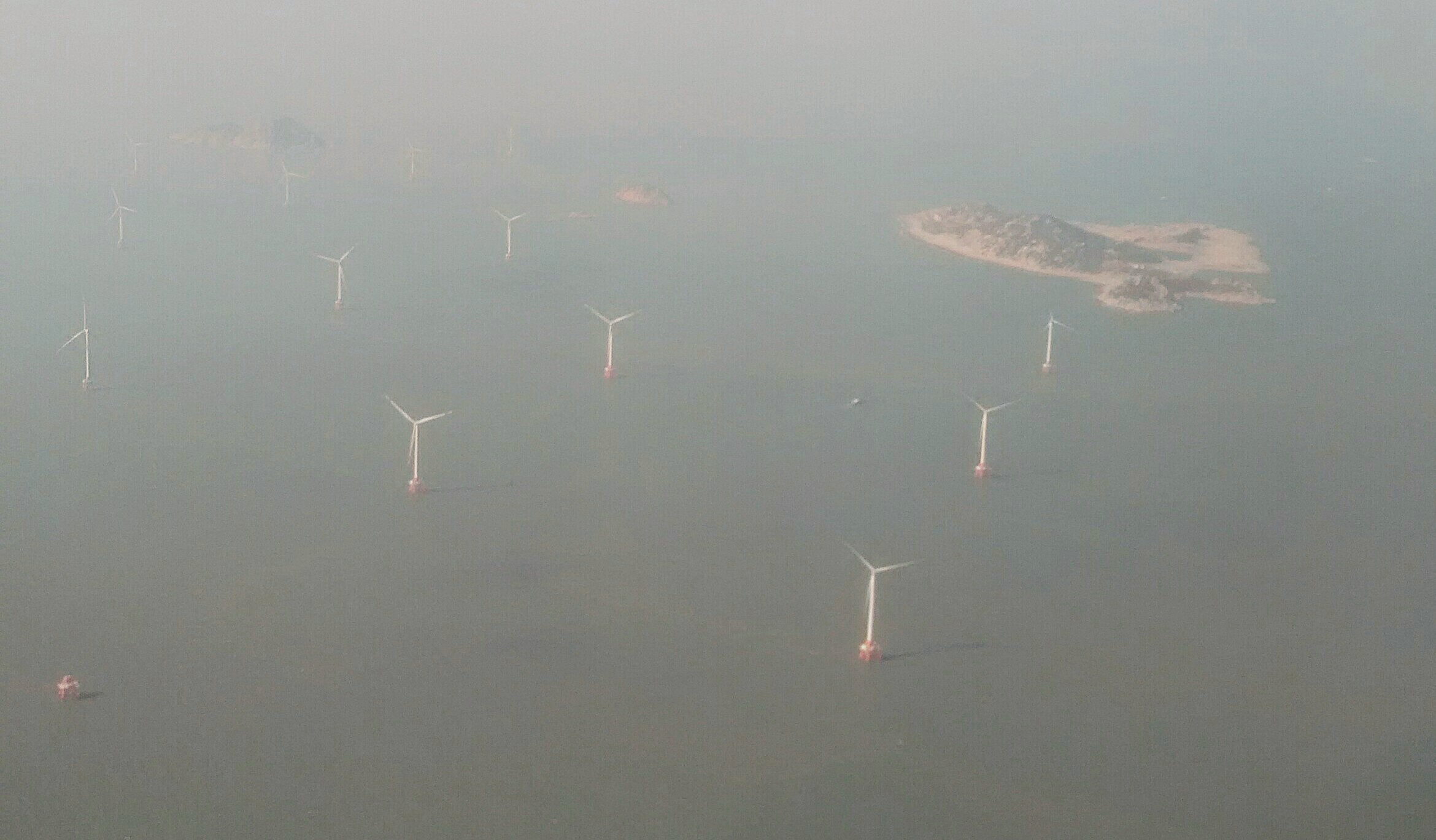
«Зелёная» энергетика борется со смогом (Чжухай)

Дельта Жемчужной реки серьёзно загрязнена, станции по фильтрации канализационных и промышленных стоков не могут угнаться за ростом населения и промышленности. Многие части дельты часто бывают покрыты коричневым смогом.
Загрязнение вод представляет серьёзную опасность для популяции китайских дельфинов.
Всемирный банк 22 марта 2007 года одобрил заём правительству Китайской Народной Республики в размере 96 млн $ для борьбы с загрязнением.